# Кандидат на членство Европейского союза

Страны - члены ЕС
Кандидаты, ведущие переговоры: Албания, Молдавия, Северная Македония, Сербия, Украина, Черногория
Кандидаты: Босния и Герцеговина, Грузия
Страны, подавшие заявку на вступление: Косово
Кандидаты, переговоры с которыми заморожены: Турция

Европейский союз является объединением такого типа, где государства-члены юридически остаются суверенными, но добровольно «объединили свои суверенитеты для того, чтобы увеличить свою мощь и влияние в мире, которого ни одно из них не могло бы достичь наедине». Процесс расширения Европейского союза сопровождается определёнными изменениями правового статуса на каждом этапе и делегированием суверенных полномочий в общие органы ЕС. Вопрос членства в Европейском союзе становится более актуальным в условиях растущей глобализации.
Европейский союз насчитывает 27 государств-членов. В настоящее время статус государств-кандидатов имеют Албания, Босния и Герцеговина, Грузия, Молдавия, Северная Македония, Сербия, Турция, Украина и Черногория. В то время как Косово является потенциальным кандидатом (Берлинский процесс), Азербайджан и Армения относятся к «Восточному партнёрству», с помощью которого ЕС намерен помочь указанным государствам постепенно ввести демократические и правовые реформы, которые приблизили бы их к вступлению.
Получение государством статуса кандидата на членство в ЕС не означает переход на евро валюту, отмену специального разрешения на работу или получение разрешения на проживание в государствах - членах ЕС, если только это не будет закреплено отдельными договорённостями.

## Правовая основа
Возможность принятия определённого государства в состав Европейского союза закреплена в статье 49 Договора о Европейском союзе. В ней говорится, что теоретически каждая страна Европы может подать заявку на вступление в ЕС. Однако на практике государственные органы кандидата должны выполнить ряд требований. Целый ряд предпосылок для вступления в ЕС отражены в статье 40 вышеуказанного договора. Другие требования к государствам, объявившим о желании присоединиться к ЕС, содержатся в так называемых Копенгагенских критериях. Эти критерии, которым должны соответствовать государства-кандидаты на вступление в Европейский союз, были одобрены на заседании Европейского Совета в Копенгагене в июне 1993 года. Таким образом, правовая основа получения членства в Европейском союзе отражена в трех источниках:
- Договор о Европейском союзе (Маастрихтский договор) 1992 года;
- Декларация Европейского Совета в Копенгагене (Копенгагенские критерии) 1993 года;
- Рамочные соглашения для переговоров с особыми условиями для каждого государства-кандидата[9].

## Требования

### Географический критерий

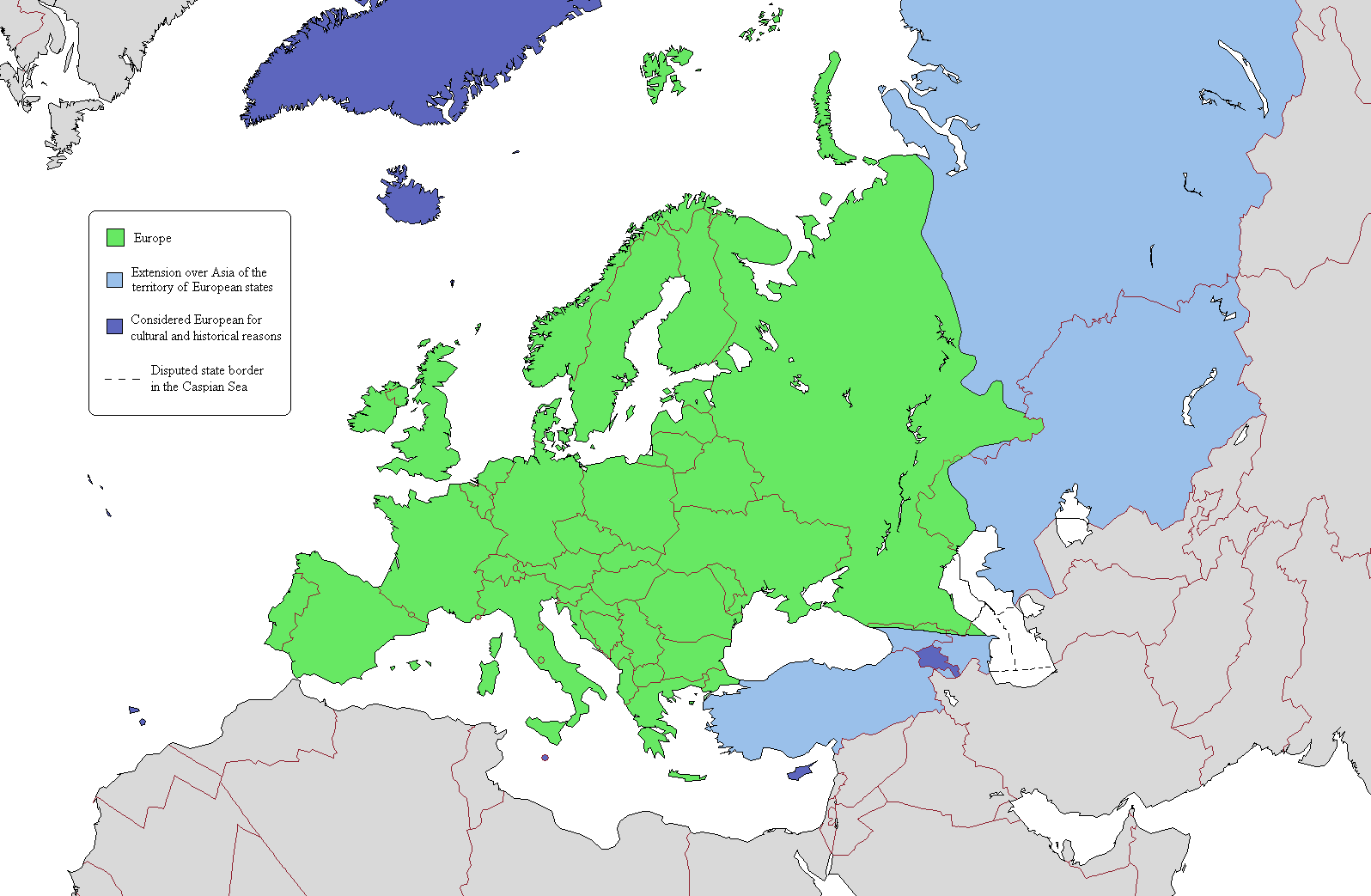
Европейская территория находящихся в Европе государств
Азиатские территории государств, находящихся в Европе
Территории, иногда относящиеся к границам Европы

Интеграционные процессы, которые длительное время продолжаются в Европе, обнажили на повестке дня проблему формирования европейской идентичности. Известно, что под географическим критерием понимается определённая идентификация Европы с определённой географической единицей. Указанный вопрос географической локализации достаточно проблематичен, поскольку Европа, кроме Европейского союза, представлена в таких организациях, как ВТО, ООН и НАТО. Более того, Европа не является статической географической величиной, поскольку её географические границы зафиксированы не совсем чётко. В 1987 году от Марокко была подана заявка на вступление в ЕС. Однако она не получила согласования из-за того, что страна не считается европейской.
До 2004 года дискуссии вокруг географического критерия членства в ЕС не считались актуальными из-за того, что государства-члены полностью соответствовали определению «европейское государство». Вместе с тем в практике ЕС уже существовали случаи отказа во вступлении именно в связи с несоответствием географическому критерию. Последний закреплён в Договоре о Европейском союзе. В статье 49 говорится, что «любое европейское государство, уважающее ценности Европейского союза и преданное их распространению, может подать заявку на обретение членства в союзе» (англ. Any European State which respects the values referred to in Article 2 and is committed to promoting them may apply to become a member of the Union.). Таким образом, настоящий Договор определяет два основополагающих критерия членства, среди которых — географический. В данный момент не утверждены никакие нормативные предписания, которые бы устанавливали по какому именно принципу относить государство к европейскому, а также определение границ Европы как таковых. Исследователи склонны считать, что «восточная граница ЕС» во многом определяется не по географическим, а по политическим и идеологическим признакам. Отсюда возникают заявления о возможности существования Европы «от Атлантики до Урала»; «от Бреста до Баку», «от Кабо да Рока до Камчатки». Ещё больше усугубляет проблему с определением территориальных границ Европы предоставление членства в ОБСЕ, в состав которой входят такие очевидно не европейские государства, как Узбекистан, Монголия, Канада, Соединённые Штаты Америки.
Особенно дискуссионной была ситуация, когда в 2004 году в Европейский союз вступило сразу десять государств, среди которых Кипр и Мальта. Расположение последних едва совпадает с географическими границами Европы. Именно поэтому Европейская комиссия была вынуждена предоставить официальное разъяснение, что: «географическое расположение Кипра, глубинные связи на протяжении двух тысяч лет располагавшие остров у самого источника европейской культуры и цивилизации, мощь европейского влияния, проявляющаяся в ценностях, разделяемых народом Кипра, и в реалиях культурной, экономической, политической и социальной жизни его граждан, численность его контактов любого вида с Сообществом — всё это придаёт Кипру, вне всякого сомнения, его европейскую идентичность и характер, а также подтверждает его призвание принадлежать к Сообществу». После этого учёные приступили к обсуждению появления так называемой «европейской идентичности», которая охватывает как географический критерий, так и лингвистический, исторический и культурный.
Другой пример: Израиль географически расположен за пределами Европы, однако является членом многих европейских транснациональных федераций и структур и принимает участие во многих европейских научных и спортивных мероприятиях, а также в Евровидении.  Сторонники вступления Израиля в ЕС утверждают, что ситуация в Израиле аналогична ситуации на Кипре — страны за пределами Европы географически, но часть Европы в геополитическом и культурно-социальном плане, а также близкая ко многих развитым европейским государствам по экономическим критериям. То же самое также применимо и к некоторым государствам-членам Евро-средиземноморского процесса. К примеру, Ливан, который также расположен за пределами географической Европы, но имеет частично «европейскую» культуру и связи с остальными государствами средиземноморского региона (одна из немногих стран на Ближнем Востоке, где менее половины населения традиционно исповедует христианство). То же самое применимо и к другим государством Леванта и Магриба, где в случае экономических достижений и установления демократических и правовых принципов, возможна максимальная интеграция с ЕС, но исключая полное членство.

### Политические и правовые критерии
Государства-члены Европейского союза признают, что плюралистическая демократия и правовое государство важны для обеспечения реализации принципа уважения всех прав человека и основных свобод, развития контактов между людьми и решения других связанных с этим вопросов гуманитарного характера. Упомянутые государства выразили свою приверженность идеалам демократии и политическому плюрализму, а также свою общую решимость строить демократическое общество на основе свободных выборов и верховенства права. Государства-члены ЕС подтвердили своё обязательство в полной мере выполнять все положения «Заключительного акта Совещания по безопасности и сотрудничеству в Европе» (Хельсинкские соглашения) и других документов ОБСЕ. Эти государства признали, что сотрудничество между ними, а также активное участие отдельных лиц, групп, организаций и учреждений существенно необходимы для обеспечения постоянного достижения их общих целей. Защита и поощрение прав человека и основных свобод являются одной из основных целей правления и подтверждают, что признание этих прав и свобод является основой свободы, справедливости и мира.
К государствам-кандидатам на основе договора о Европейском союзе, Декларации Европейского Совета в Копенгагене (Копенгагенские критерии) и определённых рамочных соглашений выдвигается целый ряд требований, несоответствие которым делает невозможным принятие страны в сообщество. Правовая система государства-кандидата должна обеспечивать реализацию права человека свободно выбирать и развивать в соответствии с международными стандартами в области прав человека свои политические, социальные, экономические и культурные ценности. Они воплощаются в жизнь путём свободных выборов, проводимых через разумные промежутки времени путём тайного голосования или равноценной процедуры свободного голосования в условиях, обеспечивающих на практике свободное выражение мнения избирателями на выборах своих представителей. В свою очередь на правительстве и государственных органах власти возложена обязанность соблюдать Конституцию и другие законы. Во время совместного совещания в 1990 году был принят «Документ Копенгагенского совещания Конференции по человеческому измерению СБСЕ», особое внимание уделявший требованиям для полноценного сосуществования государства и политической системы. В частности, было отмечено существование чёткого разделения между государством и политическими партиями и последние не будут сливаться с государством. Деятельность правительства и правоохранительных и судебных органов осуществляется в соответствии с системой, установленной законом и реализуемой вне политической системы. Уважение такой системы должно быть обеспечено вооружёнными силами и полицией, которые должны находиться под контролем гражданских органов власти и быть подотчётными им. Государство-кандидат должно гарантировать, что тексты законов, которые должны соответствовать обязательствам международного права, будут доступны всем для ознакомления. Все люди равны перед законом и имеют право без какой-либо дискриминации на равную защиту. В правовой системе государства должны отсутствовать какие-либо дискриминирующие законы по любому признаку. Каждому человеку должны гарантироваться эффективные средства правовой защиты против административных или уголовных решений, гарантироваться уважение основных прав и обеспечиваться непричинение вреда со стороны правовой системы. Должна обеспечиваться независимость судей и беспристрастное функционирование государственной судебной системы, а также независимость адвокатов и их доступность для человека. Любому человеку, преследуемому в судебном порядке, должно быть предоставлено право защищать себя лично или без промедления с помощью избранного им защитника, или, если это лицо не располагает достаточными средствами для оплаты услуг защитника, на безвозмездное получение таких услуг. Самым главным принципом в судебной системе должно быть утверждение, что никто не будет обвинён, судим или осуждён за любое преступление, если только это не предусмотрено законом, а виновность не будет доказана по закону. Государство-кандидат должно присоединиться к международно-правовым инструментам в области защиты прав человека и обеспечению верховенства закона на национальном уровне. Государства-члены ЕС в свою очередь подтвердили, что они присоединились к международному пакту о гражданских и политических правах, к международному пакту об экономических, социальных и культурных правах и другим соответствующим международно-правовым инструментам. Это было сделано для того, чтобы дополнить внутренние меры правовой защиты и лучше обеспечивать уважение государствами-членами к международным обязательствам (Европейская конвенция о правах человека, Факультативный протокол к Международному пакту о гражданских и политических правах и т. д.).

### Экономические критерии
Критерии для государств, провозгласивших курс на присоединение к Европейскому союзу, содержатся в Копенгагенских критериях. Основными являются два критерия: наличие функционирующей рыночной экономики и способность справиться с конкурентным давлением и рыночными силами внутри Европейского союза. Процесс оценки соответствия экономическим критериям контролирует Европейская комиссия, исследующая следующий ряд подкритериев. Со стороны функционирующей рыночной экономики:
- высокое качество управления экономикой;
- макроэкономическая стабильность (включая адекватную стабильность цен, а также устойчивые государственные деньги и внешние счета);
- надлежащее функционирование рынка товаров и услуг (включая бизнес-среду, влияние государства на товарные рынки, а также приватизацию и реструктуризацию);
- надлежащее функционирование финансового рынка (включая финансовую устойчивость и доступ к финансам);
- надлежащее функционирование рынка труда.

Со стороны возможности быть конкурентоспособным в ЕС нужно владеть и произвести:
- достаточным объёмом человеческого капитала, образования, исследований, инноваций и будущих разработок в данной области;
- достаточным объёмом и качеством физического капитала и инфраструктуры;
- достаточной степенью и темпами экономической интеграции с ЕС, ценовой конкурентоспособностью[19];
- изменения в секторе и структуре предприятий в экономике, включая роль МСП (малых и средних предприятий).

Государство-кандидат, чтобы обладать полноценно функционирующей рыночной экономикой, необходимо обладать макроэкономической стабильностью. Последняя являет собой стабильность цен, устойчивые государственные финансы и внешние счета, свободное взаимодействие рыночных сил (включая либерализованные цены и торговлю), свободный вход и выход с рынка (включая вопросы создания/банкротства предприятий). Не менее важно адекватная правовая система (включая систему прав собственности, соблюдение законов, исполнение контрактов), эффективность судебной системы. Для того чтобы иметь возможность справиться с конкурентным давлением при вступлении в ЕС, государство-кандидат должно реструктуризировать свою экономику в целом. В этом контексте чрезвычайно важна реструктуризация секторов, представляющих «скелет» экономики. Очевидно, что ни одна страна не имеет одинаковой экономической среды, но всё же необходимо, чтобы каждое государство-кандидат отвечало вышеупомянутым критериям. Их невыполнение означает утрату возможности присоединения к ЕС.

## Процедура
Процесс вступления в ЕС призван полностью привести государство потенциального кандидата в соответствие с демократическими, экономическими и социальными стандартами сообщества, которые считаются одними из самых высоких в мире. Процедура разделена на четыре основных этапа:
- подача заявки;
- выдвижение кандидатуры;
- переговоры;
- присоединение.

На этапе подачи заявки уполномоченное лицо или государственный орган подписывает документ о подаче, удостоверяя таким образом официальность намерения присоединения к ЕС. Затем Еврокомиссия, получив представление от государства, рассматривает его и по результатам проработки публикует рекомендацию поддержать заявку или отклонить. Затем представление должен одобрить Европейский совет, требующий единогласия во время голосования и получения одобрения большинством голосов. Только после этого государство будет официально считаться кандидатом на вступление в ЕС. После этого Еврокомиссия предлагает государству-кандидату рамочные переговоры, которые также должны быть единогласно одобрены двадцатью семью членами ЕС. Переговоры проходят на двусторонних межправительственных конференциях между государствами-членами и государством-кандидатом. Затем Еврокомиссия, используя свой мандат, контролирует и управляет переговорами о присоединении. Обсуждение разделено на 35 разделов, сгруппированных в шесть основных кластеров. К ним относятся:
- основы (фундаментальные принципы);
- внутренние рынки;
- конкурентоспособность и инклюзивный рост;
- «зелёная политика» в повестке дня и устойчивое взаимодействие;
- ресурсы, сельское хозяйство и сплочённость;
- внешние отношения.

Этот сбор общих законов, прав и обязанностей, связывающих всех членов ЕС, также известен под названием «acquis communautaire». Государства-кандидаты должны принять его и внедрить, прежде чем получат возможность присоединиться к европейскому сообществу. Таким образом, становится понятным, что процесс строго линейный: каждый последующий раздел обсуждается только после того, как предыдущий окончательно закрыт с положительной оценкой. Основы, охватывающие вопросы правосудия, прав человека и государственные институты, являются первым разделом, нуждающимся в обсуждении, но к нему возвращаются также и в конце, что подчёркивает значимость, которую ЕС придаёт демократическим ценностям. Следует помнить, что статус государства-кандидата не даёт автоматического права на вступление в ЕС.
Только когда все вопросы соответствия будут согласованы при поддержке Совета ЕС, Комиссии и Европейского парламента, подписывается договор о вступлении, а уже потом ратифицируется государством-кандидатом и представителями текущих государств-членов ЕС. В документе содержатся подробные условия членства, все переходные договорённости и сроки, а также детали финансовых договорённостей и любые оговорки. Только после ратификации договора всеми членами ЕС, а также наступлением установленной в договоре даты присоединения, государство-кандидат становится полноправным членом сообщества. Текст должен быть единогласно ратифицирован Советом ЕС и всеми национальными парламентами каждого государства-члена (нижней и верхней палатами), а также большинством голосов в Европейском парламенте. Только после этого новый член ЕС получает возможность иметь своих представителей в Совете ЕС, Комиссии ЕС, а также в Европейском парламенте. Эти три института являются главными в принятии решений в ЕС, а это значит, что новый член ЕС станет частью процесса принятия решений в сообществе.
В целом путь от получения статуса кандидата до полноценного вступления в ЕС является сложным и длительным. Он может растянуться от нескольких лет даже до десятилетия. Решающая исключительная приверженность процессу расширения и политическая воля всех 27 государств-членов. Даже если так называемый «официальный Брюссель» ведёт переговоры и подготовительную работу, остальные страны могут отказать в единогласной поддержке. Именно необходимость достижения консенсуса является постоянным препятствием для расширения. К примеру, ныне Болгария блокирует переговоры о вступлении Северной Македонии и Албании из-за давнего спора, связанного с историческими и языковыми разногласиями.

## Классификация и статус

### Потенциальные кандидаты
Под это определение подпадают государства, публично объявившие о намерении присоединения к ЕС в будущем, но ещё не получившие статус государства-кандидата. В сентябре 2005 года были открыты переговоры по Соглашению о стабилизации и ассоциации (SAA) с Боснией и Герцеговиной, а 16 июня 2008 года государство и Европейский союз подписали Соглашение о стабилизации и ассоциации. SAA вступил в силу в июне 2015 года. В феврале 2016 года страна подала заявку на вступление в ЕС. 15 декабря 2022 года Босния и Герцеговина получила статус кандидата на вступление в ЕС. В 2008 году ЕС подтвердил свою готовность содействовать экономическому и политическому развитию Косово из-за чёткой европейской перспективы. Соглашение о стабилизации и ассоциации между ЕС и Косово было инициировано в июле 2014 года и вступило в силу в апреле 2016 года, 14 декабря 2022 года Республика Косово подала заявку на вступление в Европейский Союз.

### Государства-кандидаты
Государство становится официальным кандидатом к вступлению только тогда, когда готово взять на себя перечень обязанностей, а между этим государством и ЕС открыты официальные переговоры. Статус государства-кандидата предоставляется только после подписания соглашения о вступлении, и это означает, что страна станет полноправным членом ЕС с даты, указанной в договоре о вступлении, после того, как завершится ратификация этого договора во всех государствах-членах ЕС. На сегодняшний день 9 государств имеют статус кандидата в ЕС: Албания, Грузия, Турция, Северная Македония, Черногория, Сербия, Молдавия, Украина и Босния и Герцеговина. 12 марта 2015 года министр иностранных дел Исландии Гуннар Браги Свейнссон заявил, что он направил письмо в ЕС, отзывающее заявку на членство, лично от себя без одобрения Альтинга (однопалатный парламент). Однако Европейский союз заявил, что Исландия официально не отозвала заявку и продолжает считать её государством-кандидатом. В дальнейшем во время каждой смены в парламенте дискуссия о возобновлении активного статуса кандидата начинается снова.
Вступление в ЕС Северной Македонии, являющейся кандидатом с 2005 года, блокирует Греция, требующая изменения конституционного названия от соседней страны. Черногория получила статус кандидата в ЕС в декабре 2010 года и переговорный процесс по этому государству также ещё не начался, одной из важнейших проблем в этой стране является коррупция, для борьбы с которой требуется новое антикоррупционное законодательство. Сербия официально приобрела статус кандидата на вступление 1 марта 2012 года на саммите ЕС. 21 января 2014 года состоялась первая Межправительственная конференция, что означало официальное начало переговоров о вступлении Сербии. Проверка раздела 27 «Окружающая среда» состоялась в 2014 году, а отчёт был принят Советом в декабре 2016 года без первоначального контрольного показателя. В декабре 2016 года ЕС пригласил Сербию представить свою переговорную позицию по разделу 27, что последняя и сделала в феврале 2020 года. Наиболее острая ситуация сложилась вокруг присоединения Турции к ЕС. Процесс интеграции был начат ещё в 1987 году, а статус кандидата получен на саммите в Хельсинки в 1999 году. Процесс проверки законодательства Турции о соответствии требованиям ЕС завершился в октябре 2006 года и основные выводы комиссии были положительными. Экономика страны также отвечает требованиям. Вступление Турции поддерживают такие передовые государства, как Франция и Германия, потому что за прошедшие 25 лет Турция выполнила большинство условий для вступления, предъявленных европейскими лидерами. Однако в Евросоюзе из-за значительного оппозиционного сопротивления принятию Турции в ЕС последняя остаётся кандидатом. Среди аргументов критиков утверждение, что Турция не придерживается ключевых принципов либеральной демократии, подчёркивается, что лишь малая часть территории Турции находится в Европе, а также длительный греко-турецкий конфликт.
Албания подала заявку на членство в ЕС в апреле 2009 года и получила статус кандидата в июне 2014 года. В апреле 2018 года Комиссия издала безоговорочную рекомендацию открыть переговоры о вступлении. Совет определил путь к началу переговоров о вступлении в июне 2019 года в зависимости от прогресса, достигнутого в таких ключевых сферах, как судебная система, борьба с коррупцией и организованной преступностью, разведывательные службы и государственное управление. В марте 2020 года члены Европейского совета одобрили решение Совета по общим вопросам об открытии переговоров о вступлении с Албанией, а в июле 2020 года проект переговорной базы был представлен государствам-членам.
28 февраля 2022 года, спустя четыре дня после начала широкомасштабного российского вторжения в рамках российско-украинской войны, Президент Украины Владимир Зеленский подписал заявку на членство Украины в Европейском Союзе. Вместе с главой ВРУ Русланом Стефанчуком и премьер-министром Украины Денисом Шмыгалем было подписано «Совместное заявление». Уже 1 марта 2022 года Зеленский выступил в Европейском парламенте с просьбой о принятии Украины в ЕС по специальной ускоренной процедуре. 23 июня Украина и Молдавия получили статус кандидата на членство в ЕС.
8 ноября 2023 года Европейская Комиссия опубликовала ежегодный отчет о прогрессе реформ в странах, претендующих на членство в ЕС. В отчете сообщается, среди прочего, что Украина и Молдова в декабре смогут начать формальные переговоры о членстве при условии, что главы стран ЕС одобрят рекомендации Комиссии. Это решение есть шаг вперед по сравнению со статусом страны-кандидата, присвоенного в июне 2022 года. Отчёт, между прочим, указывает на необходимость дальнейших реформ на Украине, таких как отношение к национальным меньшинствам и борьба с коррупцией. 

### Ассоциированное членство
Ассоциированное членство — это статус для государства, исключающего право голоса при рассмотрении различных вопросов в ЕС. В отличие от статуса кандидата, подразумевающего полное соблюдение требований acquis communautaire, ассоциированное членство допускает соблюдение одного или нескольких требований. Между государствами ассоциированными членами и членами ЕС допускается сотрудничество и консультации, которые, вместе с тем будут приостановлены, если страны не выполнят взятые на себя обязательства. Бывший премьер-министр Бельгии, докладчик Европейского парламента по вопросам конституционного будущего Европы Ги Верхофстадт, подчёркивает, что европейские страны, которые считают полное членство неприемлемым для себя, могут подать заявку на второй тип сотрудничества — «ассоциированное членство». Это даёт доступ к внутреннему рынку с его свободным движением товаров, услуг, капитала и перемещением людей. Для этого государству нужно будет только применять правила и положения, которые необходимы для создания равных условий для внутренней торговли. Очевидно, это также означает, что у государства не будет полного представительства и соответствующего права голоса на уровне ЕС.
Бесспорным фактом является то, что в последние годы ЕС переместил фокус от расширения к углублённой интеграции государств. Проблемные вопросы, как пересмотр Великобританией своих отношений с ЕС и все меньшая вероятность присоединения Турции к ЕС, потребуют поиска новых путей сотрудничества. В свете этих вызовов британский политик Эндрю Дафф предлагает новый тип ассоциированного членства, при котором страны согласны с ценностями ЕС, но не со всей его деятельностью или политическими целями. По его утверждению, это дало бы одним странам толчок к членству, а другим — альтернативу. Вместе с таким видом сотрудничества исключается риск того, что любые будущие изменения договора будут заблокированы одним или иным государством-членом. С каждым годом требования к членству в сообществе повышаются и важно, чтобы все страны-кандидаты осознавали возможные изменения характера сообщества, к которому они стремятся присоединиться.
Поэтому альтернативой десятилетним процессам ожидания членства было бы возрождение концепции, которая обсуждалась в начале 2000-х годов — ассоциированное членство как предварительный этап для полного членства в ЕС. Особенно актуальным этот вопрос стал после того, как Украина потребовала для себя особой ускоренной процедуры вступления в ЕС, вызванного военными действиями со стороны РФ. Следом за Украиной о скором членстве заговорили Молдавия и Грузия. Однако результаты саммита ЕС в Версале 10 и 11 марта оказались более чем сдержанными. Вместо того, чтобы идти на более тесное сотрудничество, ЕС снова занял позицию, которую европейские аналитики называют «оборонной против новых членов». Именно эта проблема открывает перед ЕС всего два пути решения: продолжать остаться на текущем курсе или выбрать инновацию, которая была бы сильным инструментом. Продолжение нынешней политики отвергнет ассоциации Украины и других стран к продолжающемуся десятилетию процессу, который является очень неопределённым, как показывает пример Турции. Именно в этой ситуации аналитики увидят полезность статуса ассоциированного членства, поскольку его можно реализовать относительно быстро. Ассоциированные члены получат доступ к тем же преимуществам, которые они уже получили согласно Соглашениям об ассоциации с ЕС, к которым могут быть добавлены дополнительные положения и стимулы. Вместе с тем полноценное участие в институтах ЕС будет невозможно на этом этапе. Таким образом, путь к полноправному членству мог бы занять больше времени, но не вызывать постоянного разочарования отсрочкой.

### Книги
- Антонович М. М. и др. Украинская революция достоинства, РФ и международное право. — Киев: К.И.С, 2014. — 1016 с. — ISBN 978-617-684-088-6.
- Базилевич В. Д. и др. Экономическая стратегия и политика реализации европейского вектора развития Украины: концептуальные устои, вызовы и противоречия. — Киев: Киевский национальный университет им. Тараса Шевченко, 2018. — 536 с. — ISBN 978-617-7457-71-7.
- Демчук П. О. Международные отношения и проблемы евроатлантической интеграции. — Киев: ППП, 2004. — 264 с. — ISBN 966-96321-6-1.
- Коппитерс Б., Емерсон М., Хёйссен М. и др. Европеизация и разрешение конфликтов: конкретные исследования европейской периферии: сборник научных трудов. — М.: Весь Мир, 2005. — 224 с. — ISBN 5-7777-0318-6.
- Рудич Ф. М и др. Гражданское общество в современной Украине: специфика становления, тенденция развития. — Киев: Парламентское изд-во, 2006. — 412 с. — ISBN 966-611-427-5.

### Статьи
- Біловол В. С., Біленко А. О. Правові основи членства держав у Європейському союзі та перспективи для України // Юридичний науковий електронний журнал. — 2020. — № 1. — С. 282–284. — ISSN 2524-0374.
- Галас Ю. М. «Європейська ідентичність» як результат трансформації географічного критерію членства в ЄС // Закарпатські правові читання ДВНЗ "УжНУ". — 2017. — № 1. — С. 119—123. — ISSN 2524-0374.
- Загребельна І. «Європейської» країни в умовах географічного критерію членства в ЄС // Підприємництво, господарство і право. — 2019. — № 12. — С. 348–351. — ISSN 2663-5321.
- Орлова Ю.М., Кухнина Л.Ю. Механизм и перспективы расширения Европейского союза // Вестник Нижегородского университета им. Н.И. Лобачевского. — 2014. — № 3. — С. 167–170. — ISSN 2663-5321.
- Шакурова Н. Е. Расширение Европейского союза на восток в контексте эволюции политической системы единой Европы // Гражданин. Выборы. Власть. — 2020. — Т. 17, № 3. — С. 147—158. — ISSN 2663-5321.